# Власов Василь Іванович
Вла́сов Васи́ль Іва́нович (рос. Вла́сов Васи́лий Ива́нович; 1 серпня 1906, Подосинки, Тульська губернія, Російська імперія — 27 вересня 1977, Київ, Українська РСР, СРСР) — директор Київського заводу імені Артема. Герой Соціалістичної Праці (1971). Депутат Верховної Ради УРСР 7—8-го скликань.

## Біографія
Народився влітку 1906 року в селі Подосинках Єфремівського повіту Тульської губернії (нині Данковського району Липецької області) в багатодітній (18 дітей) селянській родині. У 1921 році закінчив три класи церковнопарафіяльної школи в рідному селі. Працював у селі. Член ВЛКСМ з 1923 року. У 1925 році був направлений до Москви на навчання в робітфак імені М. І. Калініна, а потім в інститут радянського будівництва, готував кадри для органів радянської влади на місцях. Паралельно з навчанням працював чорноробом на складі Лісосиндикату, слюсарем-водопровідником, слюсарем-складальником на заводі, пакувальником. Ще в період навчання в інституті в 1930 році був призначений директором трикотажної фабрики «Кооперативний Жовтень».
Після закінчення інституту в 1931 році був направлений в місто Верхньоудинськ (нині Улан-Уде), де працював інструктором ЦВК республіки. Через півроку був призваний в Червону Армію. Служив червоноармійцем в зенітному полку, розквартированому в Москві. У листопаді 1932 року був звільнений у запас.
Після демобілізації був призначений начальником відділу постачання авіаагрегатного заводу № 120 головного управління авіаційної промисловості в селищі Балашиха Московської області. З січня 1939 року — заступник директора заводу.
У липні 1941 року був направлений в місто Нижній Тагіл з евакуйованим устаткуванням та працівниками для розгортання філії авіаагрегатного заводу. Зумів в короткі терміни забезпечити будівництво підприємства і розгортання виробництва гальмівних барабанів і авіаколес.
У березні 1942 року був відкликаний до Москви і призначений заступником директора заводу № 487 Наркомавіапрому. У листопаді 1943 року, незабаром після відвоювання Києва, призначений директором заводу № 485 Наркомату авіапрому в Києві (пізніше — завод імені Артема, виробниче об'єднання імені Артема, нині державна акціонерна холдингова компанія «Артем»). У найкоротші терміни зумів налагодити виробництво продукції для фронту — серійний випуск авіаційних бомбо-ампульних зв'язок БАС-1, а трохи пізніше і пускових пристроїв реактивних снарядів для літаків штурмової авіації. Обсяг виробництва вже в 1945 році виріс в два рази в порівнянні з довоєнним рівнем. Уже в 1947 році завод домігся рентабельності виробництва і відмовився від державної дотації.
Завод освоїв виробництво широкої номенклатури електромеханічних пристроїв для літаків різних типів, з 1958 року на заводі було освоєно виробництво керованих, а потім і самонавідних ракет «повітря-повітря», створені автономні перевірочні комплекси для перевірки готовності ракет перед підвіскою до літака перед бойовим вильотом. Одночасно завод освоїв випуск різноманітної продукції народного споживання — від каструль, мисок і розкладачок до рушниць для підводного полювання, фенів для сушки волосся, складних дитячих іграшок. Спільно з Інститутом електрозварювання імені Патона заводом був освоєний випуск компактного переносного зварювального апарата А-547У для зварювання в середовищі вуглекислого газу.
У 1962 році без відриву від виробництва закінчив Київський політехнічний інститут. Під безпосереднім керівництвом директора були побудовані головний майданчик підприємства в Києві (на вулиці Юрія Іллєнка, 2), філії в Жулянах (Вишневому) під Києвом, містах Красилові Хмельницької, Сновську Чернігівської та Малині Житомирської областей, житловий масив на Сирці, будинки і гуртожиток на вулицях Татарській і Білоруській, дитячі садки, лікарня, піонерський табір в Ірпені, пансіонат в Одесі і база відпочинку на Десні.
Очолював завод до 1 серпня 1974 року. Обирався депутатом Верховної Ради УРСР 7-го і 8-го скликань, Київської міської ради, членом Київського міського комітету КПРС, членом бюро Шевченківського райкому КПРС. Жив у Києві. Помер 27 вересня 1977 року. Похований на Міському кладовищі «Берківцях».

## Нагороди
Указом Президії Верховної Ради СРСР у 1971 році Власову Василю Івановичу присвоєно звання Героя Соціалістичної Праці з врученням ордена Леніна і золотої медалі «Серп і Молот». 
Нагороджений двома орденами Леніна (1966, 1971), орденом Червоної Зірки (1945), медалями, почесною грамотою Президії Верховної Ради Української РСР (16.01.1969).

## Ушанування пам'яті
На фасаді будівлі заводу Артема в Києві, по вулиці Юрія Іллєнка, 2/10, Василеві Власову встановлена бронзова меморіальна дошка (барельєф, скульптор С. І. Гайдар). Також в 2007 році була випущена книга "Директор" авторства Миколи Черниша, яка є історичним нарисом про В.І.Власова.